# Тарасівка (Львівський район)
Тарасівка (до 1946 року — Германівка) — село в Україні, у Підберізцівській сільській громаді Львівського району Львівської області. Населення становить 380 осіб. Орган місцевого самоврядування — Підберізцівська сільська рада.

## Населення
За даним всеукраїнським переписом населення 2001 року, в селі мешкало 455 осіб. Мовний склад села був таким:
| Мова       | Число ос. | Відсоток |
| ---------- | --------- | -------- |
| українська | 455       | 100      |

## Історія
29 квітня 1385 року руський староста Емерик Вебек у Львові засвідчив зізнання Михайла Пая з Тізміха на користь шляхтича Міцька щодо маєтностей Ірманів і Похонів
В урочищі Підліс біля села відбувалися розкопки. Було знайдено поселення черняхівської культури.
Адміністративно село входило до складу Львівського повіту, Королівство Галичини та Володимирії, Австро-Угорщина.
Олексів Яків, що народився у 1897 році в Тарасівці був стрільцем в Українській галицькій армії.
Після окупації Галичини у 1919 році польський уряд заселяв українську землю польськими колоністами. На 1 січня 1939 року в селі мешкало 1350 осіб, з них 980 українців-греко-католиків, 220 українців-римокатоликів, 20 поляків, 100 польських колоністів міжвоєнного періоду, 30 євреїв.
У 1909—1944 роках проходила залізниця Львів-Підгайці.

## Сьогодення
Сьогодні у селі є два фермерські господарства «Бачинська» і «Ясниське», а також приватна агроторгова фірма «Тарасівка».

## Мікротопоніми
1. Трясовина — Р.в. Трясовини;  мікротопонім утворено лексико-семантичним способом від апелятива із семантикою «дуже грузьке болото, поросле яскраво-зеленою травою і мохом, що утворилося на місці колишньої водойми» [СУМ, т.10, с.305]. Позначає ділянку болотистої землі, яка знаходиться на околицях села.
   2. Бачинське — Р.в. Бачинського; мікротопонім утворено лексико-семантичним способом від прізвища Бачинський. Назва походить від прізвища місцевих жителів.  Позначає фермерське господарство в селі, що належало представникам цього роду.
   3. Білківський шлях — Р.в. Білківського шляху; мікротопонім утворено семантичним способом від апелятива, що означає «дорога» [СУМ, т.11, с.493] та антропоніма, що походить від назви сусіднього населеного пункту. Розташований у напрямку до села Нижня Білка.
   4. Біля хреста — Р.в. Біля хреста; мікротопонім утворено синтаксичним способом від апелятива, що означає «предмет і символ культу християнської релігії, який являє собою стрижень з однією або кількома поперечками у верхній половині» [СУМ, т.11, с.139]. Роздоріжжя у центральній частині села, що знаходиться поблизу встановленого хреста.
   5. Бірок — Р.в. Бірка; мікротопонім утворено лексико-семантичним способом, зменшувальна форма від апелятива бір із семантикою «мішаний ліс з переважанням сосни» [СУМ, т.1, с.188]. Невелика лісова ділянка, що розташована на околиці села.
   6. Долина — Р.в. Долини; мікротопонім утворено лексико-семантичним способом від апелятива долина із семантикою «рівна плоска місцевість, розташована між горбами чи горами» [СУМ, т.2, с.358]. Частина села, розташована у східній половині території.
   7. Долинки — Р.в. Долинків; мікротопонім утворено лексико-семантичним способом, зменшувальна форма від апелятива долина із семантикою «рівна плоска місцевість, розташована між горбами чи горами» [СУМ, т.2, с.358]. Пасовисько, що знаходиться у південній частині села.
   8. До Мартиняка — Р.в. До Мартиняка; мікротопонім утворено синтаксичним способом від прізвища Мартиняк. Дорога біля господарства родини Мартиняка.
   9.  До Сікорових — Р.в. До Сікорових; мікротопонім утворено синтаксичним способом від прізвища Сікоровий. Дорога біля господарства родини Сікорових.
   10.  Загреблі — Р.в. Загреблів; мікротопонім утворено лексико-семантичним способом від апелятива гребля із семантикою «гідротехнічна споруда, що перегороджує водотік для створення водосховищ» [СУМ, т.2, с.163]. Центральна частина села, розташована поруч із греблею та водоймою.
   11.  За Ільковими — Р.в. За Ількових; мікротопонім  утворено синтаксичним способом від прізвища Ільковий. Поворот за будинком цієї родини.
   12.  Зарови — Р.в. Заровів; мікротопонім утворено лексико-семантичним способом від апелятива рів із семантикою «довга глибока канава, розмита водою або викопана в землі» [СУМ, т.8, с.547]. Північна частина села, розташована поруч із ділянкою, оточеною ровами.
   13.  Кадлуб — Р.в. Кадлуба; мікротопонім утворено лексико-семантичним способом, що означає резервуар для води. Назва пов'язана з місцем для поїння худоби, криничка. Розташовується у східній частині села.
   14.  Капличка Матері Божої — Р.в. Каплички Матері Божої; мікротопонім утворено семантичним способом, зменшувальна форма до апелятива каплиця із семантикою «невеличка споруда без вівтаря для відправ і молитов» [СУМ, т.4, с. 95] та антропоніма.
   15.  Кар'єр глиняний — Р.в. Кар'єра глиняного; мікротопонім утворено семантичним способом від апелятива кар'єр із семантикою «місце відкритого добування копалин, які залягають неглибоко» [СУМ, т.4, с.105] та атрибутива, що утворився від апелятива глина — «багатомінеральна гірська порода» [СУМ, т.2, с.84]. Розташований у північній частині села.
   16.  Кар'єр піщаний — Р.в. Кар'єра піщаного; мікротопонім утворено семантичним способом від апелятива кар'єр із семантикою «місце відкритого добування копалин, які залягають неглибоко» [СУМ, т.4, с.105] та атрибутива, що утворився від апелятива пісок — «сипуча гірська порода, що складається з крупинок твердих мінералів» [СУМ, т.6, с.544]. Розташований у північній частині села.
   17.  Кладка біля Гарди — Р.в. Кладки біля Гарди; мікротопонім утворено синтаксичним способом від апелятива кладка із семантикою «дошка або колода, покладена через річку, струмок, болото для переходу» [СУМ, т.4, с.172] та антропоніма від прізвища Гарда.
   18.  Лісок — Р.в. Ліска; мікротопонім утворено лексико-семантичним способом, зменшувальна форма від апелятива ліс із семантикою «площа землі, заросла деревами і кущами» [СУМ, т.4, с.522]. Невелика лісова ділянка, що розташована поблизу села.
   19.  Мацьків ставок — Р.в. Мацькового ставка; мікротопонім утворено семантичним способом від апелятива, що означає «водоймище з непроточною водою» [СУМ, т.9, с.624] та антропоніма, що походить від прізвища Мацько. Розташований у південній частині села.
   20.  Могила Січових Стрільців — Р.в. Могили Січових Стрільців; утворено семантичним способом від апелятива із семантикою «яма для поховання померлого» [СУМ, т.4, с.772] та антропоніма. Назва має історичний та меморіальний характер, вказує на місце поховання Січових Стрільців. Розташована у центральній частині села.
   21.  Могили Другої світової війни — Р.в. Могил Другої світової війни; утворено семантичним способом від апелятива із семантикою «яма для поховання померлого» [СУМ, т.4, с.772] та антропоніма. Позначає місце поховання жертв Другої світової війни. Розташована на околиці села біля Старого цвинтаря.
   22.  На Горбі — Р.в. незм.; мікротопонім утворено синтаксичним способом від апелятива горб із семантикою «невелике округле підвищення на площині» [СУМ, т.2, с.125]. Назва описує географічну характеристику, розташоване в центрі села.
   23.  На Іподром — Р.в. незм.; мікротопонім утворено синтаксичним способом від апелятива іподром із семантикою «спеціально підготовлений та обладнаний майдан для випробування коней і для кінноспортивних змагань» [СУМ, т.4, с.45]. Позначає центральну дорогу, що веде на іподром.
   24.  На Парники — Р.в. незм.; мікротопонім утворено синтаксичним способом від апелятива парник із семантикою «засклене приміщення для вирощування ранньої розсади, ранніх овочів і плодів» [СУМ, т.6, с.72]. Вказує на місце, де знаходяться теплиці та парники.
   25.  На Фосі — Р.в. незм.; мікротопонім утворено синтаксичним способом від апелятива фоса із семантикою «канава, рів, рівчак» [СУМ, т.10, с.629]. Місцевість на околиці села, що оточене ровами.
   26.  На Язвинах — Р.в. незм.; мікротопонім утворено синтаксичним способом; вказує на територію з рельєфом, схожим на язи (яруги чи глибокі западини). Територія на околиці села.
   27.  Новий Цвинтар — Р.в. Нового Цвинтаря; мікротопонім утворено семантичним способом від апелятива цвинтар із семантикою «місце, відведене для поховання померлих» [СУМ, т.11, с.185]. Назва вказує на час створення місця, що знаходиться у північній частині села.
   28.  Пайдівка — Р.в. Пайдівки; мікротопонім утворено семантичним способом від апелятива пай із семантикою «частка, яку вносить у що-небудь спільне окремий учасник або яка припадає на кого-небудь» [СУМ, т.6, с.16]. Земля сільськогосподарського призначення.
   29.  Сікорина — Р.в. Сікорина; мікротопонім утворено лексико-семантичним способом від прізвища Сікора. Назва позначає територію (рівнину), що належала цій родині.
   30.  Старий Цвинтар — Р.в. Старого Цвинтаря; мікротопонім утворено семантичним способом від апелятива цвинтар із семантикою «місце, відведене для поховання померлих» [СУМ, т.11, с.185]. Назва вказує на давність місця, що знаходиться у північній частині села.
   31.  Стрілецький Хрест — Р.в. Стрілецького Хреста; мікротопонім утворено семантичним способом від апелятива хрест із семантикою «предмет і символ культу християнської релігії, який являє собою стрижень з однією або кількома поперечками у верхній половині» [СУМ, т.11, с.139] та атрибутивом, що утворено від апелятива стрілець — «той, хто стріляє, хто вміє стріляти» [СУМ, т.9, с.774]. Розташований у центральній частині села.
   32.  Торфиско — Р.в. Торфиска; мікротопонім утворено лексико-семантичним способом від апелятива торф із семантикою «суцільна маса, що утворюється в болотах і являє собою скупчення напіврозкладених рослинних решток із домішкою мінеральних частинок (піску, глини тощо)» [СУМ, т.10, с.210]. Болотиста місцевість, що знаходиться на півдні від околиці села.
   33.  Урочище Підліс — Р.в. Урочища Підліс; мікротопонім утворено семантичним способом від апелятива ліс із семантикою «велика площа землі, заросла деревами і кущами» [СУМ, т.4, с.522] за допомогою префіксу під-, що вказує на розташування поблизу лісу.
   34.  Хрест Розп'яття — Р.в. Хреста Розп'яття; мікротопонім утворено семантичним способом від апелятива розп'яття із семантикою «хрест із зображенням розп'ятого на ньому Ісуса Христа і саме зображення розп'ятого» [СУМ, т.8, с.787]. Розташований у центральній частині села.
   35.  Цегольня за селом — Р.в. Цегольні за селом; мікротопонім утворено синтаксичним способом від апелятива цегельня із семантикою «завод, який виробляє цеглу» [СУМ, т.11, с.191]. Розташована за межами села, на околиці у північній частині.
   36.  Чорнушовицький шлях — Р.в. Чорнушовицького шляху; мікротопонім утворено семантичним способом від сполучення апелятива шлях із семантикою «дорога» [СУМ, т.11, с.493] та атрибутива, що утворився від назви сусіднього села — Чорнушовичі. Дорога на півночі села, що веде до Чорнушовичів.
   37.  Язвина яма — Р.в. Язвиної ями; мікротопонім утворено семантичним способом від сполучення апелятива яма із семантикою «заглиблення в землі» [СУМ, т.11, с.644] та атрибутива, що утворився від апелятива яз із семантикою «пристрій у вигляді плоту, частоколу впоперек річки або затоки з ворітьми» [СУМ, т.11, с.627]. Територія із ярами, що знаходиться на околиці села в південній частині.
   38.  Ясниське — Р.в. Ясниського; мікротопонім утворено лексико-семантичним способом від прізвища Ясниський. Назва походить від прізвища місцевих жителів.  Позначає фермерське господарство в селі, що належало представникам цього роду.

## Відомі особи

### Народилися
- Іван (Бучко) (1891—1974) — церковний і громадський діяч, архієпископ Української греко-католицької церкви.
- Калиненко Ігор (1917—1991) — український письменник, поет, драматург, історик. Справжнє ім'я та прізвище — Богдан Васильович Курилас.
- Яблонська-Уден Софія (1907—1971) — письменниця, журналістка, мандрівниця.

### Пов'язані з селом
- Альберт Сватек з Германова — дідич, львівський гродський суддя[7].